# Un désagrément
Un désagrément (en russe : Nepriatnost) est une nouvelle de vingt pages d'Anton Tchekhov publiée en 1888.

## Historique
Un désagrément est initialement publié dans la revue russe Temps nouveaux, dans les numéros 4404 et 4408 de mars 1888. Deuxième publication dans un recueil édité par Souvorine.

## Résumé
Grigori Ovtchinnikov, trente-cinq ans, est médecin de district. Ce matin-là, il fait la tournée des malades à l’hôpital avec son infirmier Mikhaïl Sminovski. Ce qu’il voit ne lui plaît pas : Mikhaïl est ivre, les températures des malades ne sont pas relevées, les salles ne sont pas nettoyées, l’infirmière est absente, ils ont fait la noce la veille. Grigori explose et envoie son poing sur la figure de Mikhaïl.
Le soir, après réflexions, Grigori, qui ne s’est jamais battu, commence à s’inquiéter des conséquences de son geste et, quand Mikhaïl vient s’excuser, c’est Grigori qui, dans un aveu de faiblesse, lui conseille d’aller porter plainte contre lui.
Convoqué chez le juge de paix Arkhipovitch, Grigori présente sa situation misérable : il n’a pas de moyens, le personnel de l’hôpital est incapable, la commission qui dirige l’hôpital se mêle même du choix des médicaments. Le juge compatit et convient avec lui que chasser Mikhaïl n’est pas la solution (il serait remplacé par pire que lui) et de convenir qu’on ne peut pas avoir de bons employés en ne leur donnant que vingt cinq rouble par mois.
Le juge, qui veut éviter un procès, fait la leçon à Mikhaïl devant Grigori, et les deux rentrent travailler à l’hôpital.

## Extraits
- « Il était ivre, profondément ivre, ivre depuis la veille… Il se trouvait au moment douloureux de la gueule de bois. »
- Grigori au juge : « Je dois vous dire qu’à l’heure actuelle, on ne peut trouver de travailleurs honnêtes et sobres. »

## Édition française
- Un désagrément, traduit par Édouard Parayre, éditions Gallimard, Bibliothèque de la Pléiade, 1970  (ISBN 2 07 010550 4).